# Minoru Sasaki
Minoru Sasaki (佐佐木 登, Sasaki Minoru) (1er janvier 1893 - 27 avril 1961) est un général de l'armée impériale japonaise. Il est parfois appelé Noburo Sasaki.

## Biographie
Né dans la préfecture de Hiroshima, Sasaki sort diplômé de l'académie de l'armée impériale japonaise en 1914 en tant qu'officier de cavalerie. Il est envoyé comme attaché militaire en Russie et en Pologne dans les années 1920 et sert à divers postes à l'État-major de l'armée impériale japonaise. 
De 1939 à 1940, Sasaki est commandant de la 4e brigade de cavalerie. Il devient ensuite le chef d'État-major de la 6e armée en Chine en 1940. De 1942 à 1943, il est affecté au département des blindés du ministère de la Guerre où il participe au développement de l'usage des chars et de la guerre blindée dans l'armée japonaise.
Cependant, à la vue de la détérioration de la situation militaire du Japon dans les îles Salomon, Sasaki est réaffecté à la tête du détachement du Sud en 1943. Il mène les forces japonaises durant la bataille de Nouvelle-Géorgie de juin à août 1943. Devant les forces américaines, ses troupes doivent se replier sur l'île de Kolombangara, seulement pour s'y cacher et mourir de faim, avec peu de chances de voir arriver du renfort ou du ravitaillement. Lui et ses hommes survivants réussissent à s'échapper en barges jusqu'aux îles Choiseul et Bougainville puis atteignent Rabaul. Sasaki est promu lieutenant-général en octobre 1944.
Il est plus tard affecté à la 8e armée régionale à Rabaul jusqu'à la reddition du Japon le 15 août 1945.